# Claus Jørgen From
Claus Jørgen From, danski rokometaš, * 26. junij 1945.
Leta 1972 je na poletnih olimpijskih igrah v Münchnu v sestavi danske rokometne reprezentance osvojil 13. mesto.